# Nyunzu
Nyunzu est une localité chef-lieu de territoire de la province du Tanganyika en république démocratique du Congo. 

## Géographie
Elle est desservie par la route RP631 à 180 km à l'ouest du chef-lieu provincial Kalemie.

## Administration
Chef-lieu territorial de 24 082 électeurs enrôlés pour les élections de 2018, la localité a le statut de commune rurale de moins de 80 000 électeurs, elle compte 7 conseillers municipaux en 2019.

## Population
Le recensement date de 1984,.
| 1984 | 2004   | 2012   |
| ---- | ------ | ------ |
| -    | 36 138 | 42 589 |

## Politique
Bienvenu Kalunga Mawazo Ga Nghombe est le député de cette localité depuis le 28 novembre 2011.